# The Survivor (Star Trek)
"The Survivor" és el sisè episodi de la primera temporada de la sèrie de televisió animada de ciència-ficció estatunidenca Star Trek. Es va emetre per primera vegada a la programació de l'NBC el dissabte al matí el 13 d'octubre de 1973. Ambientada al segle XXIII, la sèrie segueix les aventures del capità James T. Kirk (amb la veu de William Shatner) i la tripulació de la nau de la Flota Estel·lar Enterprise.
En aquest episodi, la tripulació rescata un alienígena que canvia de forma anomenat Vendorià d'una nau espacial danyada que s'ha disfressat de filantrop desaparegut. Un cop a bord del vaixell, es transforma en el capità Kirk i intenta portar el vaixell a una trampa romulana, mentre el veritable capità Kirk està lligat. Però després d'enamorar-se de la tinent Anne Nored (amb la veu de Nichelle Nichols), el Vendorià salva l' Enterprise i Kirk accepta tenir en compte les seves accions.
Va ser escrit per James Schmerer i dirigit per Hal Sutherland. Schmerer va presentar una idea per a un episodi al productor D.C. Fontana es va anomenar "The Chameleon", i juntament amb el creador de la sèrie Gene Roddenberry, es va convertir en el guió final. Schmerer i Roddenberry no estaven d'acord sobre alguns dels canvis al guió, ja que l'escriptor volia evitar repetir coses que s'havien vist anteriorment a la sèrie original. Els crítics van considerar que l'episodi era similar als de La sèrie original, però va ser considerat un dels millors episodis vists a la sèrie animada per Chris Cummins del lloc web Topless Robot. "The Survivor" va ser adaptat a una novel·la per Alan Dean Foster i va ser llançat en diversos formats de mitjans domèstics diferents.

## Argument
Mentre patrullava prop de la Zona Neutral Romulana, la nau estel·lar de la Federació Enterprise troba una petita nau privada tripulada per un Vendorià, una espècie alienígena que pot transformar la seva forma a voluntat. L'extraterrestre enganya la tripulació de l' Enterprise assumint la forma de Carter Winston, un ciutadà i filantrop de la Federació que fa cinc anys que està desaparegut. La promesa de Winston, la tinent Anne Nored, actua com a oficial de seguretat a bord de l'Enterprise; en el seu retrobament, trenca el seu compromís sense explicacions.
El Vendorià deixa inconscient al capità James T. Kirk, pren la seva forma i ordena al timoner, el tinent Hikaru Sulu que condueixi l' Enterprise cap a la Zona Neutral, on els ocells de guerra romulans estar a l'espera. El veritable Kirk recupera la consciència, sense recordar haver ordenat la nau a la Zona Neutral, així que accepta el suggeriment de Spock que el Dr. McCoy l'examini. Mentrestant, el Vendorià ha pres la forma del Dr. McCoy i Kirk i Spock sospitosen quan "Leonard McCoy" admet que podria haver comès un error, cosa que el veritable McCoy mai no admetria, i un nova taula d'exploració es materialitza a la sala mèdica. Obliguen al Vendorià a revelar la seva veritable forma i sona l'alerta. El Vendorià s'escapa de la detecció i desactiva els escuts deflectors de l'Enterprise, deixant-lo vulnerable a l'atac romulà, mentre que la seva presència a la Zona Neutral els dóna un pretext per destruir l' Enterprise. Aleshores, el capità Kirk explica que el Vendorià estava aliat amb els romulans des del principi.
El Vendorià pren la forma d'un escut deflector al voltant de l' Enterprise i els romulans es retiren. El Vendorià es mostra a la tripulació de l' Enterprise i explica que la naturalesa de la seva espècie és anar assumint gradualment els records i trets personals d'aquells als quals suplanten. Com que va passar massa temps sota la forma de Carter Winston, no va voler deixar que matessin la tripulació de l' Enterprise. És arrestat i s'enfrontarà a judici, però Kirk li diu que es tindran en compte les seves accions per protegir l' Enterprise. Nored s'ofereix per protegir el Vendorià, dient que s'ha tornat prou semblant a Winston perquè ella senti amor per ell.

## Producció
"The Survivor" és l'únic crèdit de l'escriptor James Schmerer a la franquícia Star Trek; El seu altre treball consistia en dos episodis de la sèrie de televisió Wonder Woman així com un únic episodi de Buck Rodgers. Va ser conegut sobretot pel seu treball en telenovel·les com ara General Hospital i Another World. Va presentar històries per a Star Trek (sèrie animada) sobre la base que el programa s'adreçava a un públic adult semblant al de Star Trek (sèrie original) i no a nens. Sabia que s'emetria els dissabtes al matí, però no es veuria afectat per les restriccions a la televisió en directe. Més tard va dir "aquesta va ser una de les raons per les quals ho vaig fer, perquè no sóc un escriptor d'animació... Al llarg dels anys havia escrit un parell d'espectacles d'animació, i va ser com estirar les dents." Va explicar que va escriure el guió de "The Survivor" com si fos una història d'imatge real; conegut com "The Chamaleon". El títol es va canviar finalment per tal de preservar el punt de la trama com una sorpresa per a l'espectador.
Havia conegut la productora D.C. Fontana durant alguns anys i li va presentar la seva història directament. Al seu torn, la va transmetre al creador de la franquícia Gene Roddenberry, que va trucar a Schmerer per a una reunió. Junts reescriurien la història durant la reunió per adaptar-la a l'episodi animat de 30 minuts de durada. Schmerer va explicar que Roddenberry va apreciar la idea d'un alienígena que fingís ser altres personatges, i que La sèrie animada podria mostrar fàcilment el canviformes experimentant els diferents canvis de l'episodi. El disseny del Vendorià havia estat descrit per Schmerer al guió, però els animadors van canviar al disseny de calamar, un canvi que Schmerer va descriure com a "ordenat" i "intel·ligent". A l’esquema original, el Vendorià no va assumir el paper de Kirk. Afegit per Roddenberry, Schmerer no estava d'acord amb el canvi. Roddenberry i Schmerer van discutir sobre el punt, mentre que Roddenberry deia que Kirk era l'estrella de la sèrie, Schmerer volia que fos diferent, ja que li preocupava que la seva trama semblés massa semblant als esdeveniments de "Qui Déu destrueixi..." on Garth d'Izar canvia la seva aparença per convertir-se en Kirk.

## Càsting
Ted Knight va actuar de veu sense acreditar per al personatge Carter Winston.

## Recepció
Edward Gross, l'editor sènior de la revista Cinescape, qualifica "The Survivor" com "un episodi superior a la mitjana" que "definitivament té la sensació d'un episodi d’ imatge real [Star Trek]". Marc Altman el va comparar amb altres episodis de temàtica similar, com ara "El parany home", que presentava un alienígena que canviava de forma i un amor perdut, i va dir que "l'alienígena que canviava de forma és un gènere familiar (i trope trekkià), el gir romàntic en què l'espia Vendorià traeix els seus amos romulans per amor és una agradable sorpresa."
Michelle Erica Green, en la seva ressenya per TrekNation, va trobar que el treball de la veu distreia a causa de la similitud entre les veus de William Shatner i Ted Knight; a més de tenir Nichelle Nichols la veu d'un personatge diferent. També va pensar que l'extraterrestre semblava ximple i va sentir que la trama havia estat reutilitzada d’"El parany home".
Chris Cummins va enumerar els vuit millors episodis de La sèrie animada per al lloc web Topless Robot. Va elogiar l'escriptura de Schmerer, dient que l'episodi semblava un episodi de La sèrie original i el va situar com el tercer millor episodi de la sèrie. La revista SciFiNow li va donar quatre estrelles de cinc a Star Trek: The Complete Manual.

## Novel·lització
Alan Dean Foster va ampliar l'episodi en una novel·lització, afegint escenes com una festa de Nadal. Va ser llançat com a part de Star Trek Log Two, publicat el setembre de 1974. Els altres episodis adaptats en el mateix treball van ser "The Lorelei Signal" i "The Infinite Vulcan".

## Mitjans domèstics
"The Survivor" es va publicar a LaserDisc com a part del conjunt de la sèrie. El primer llançament de Star Trek: La sèrie animada en DVD va ser a través de produccions fetes per fans. El llançament oficial del DVD va ser el 21 de novembre de 2006 als Estats Units, un sol llançament que conté tots els episodis de les dues temporades del programa de televisió.